# アフタヌーンドレス

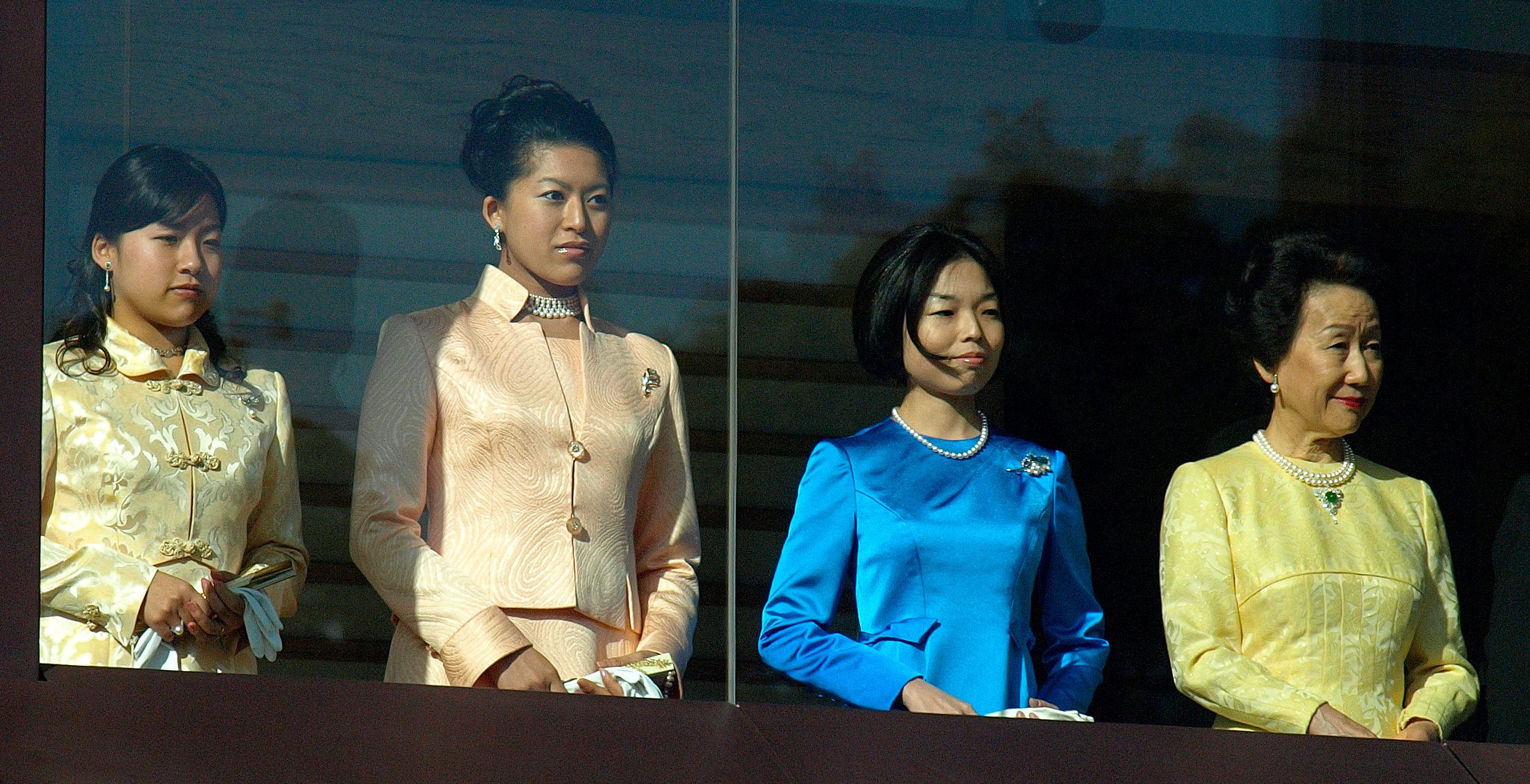
ローブ・モンタントを着用する絢子女王（左端）、承子女王（左から2人目）、彬子女王（右から2人目）、正仁親王妃華子（右端）（2011年1月2日、新年一般参賀にて）

アフタヌーンドレス（英: afternoon dress）は、女性の昼間の礼装。日中の集会、式典、食事会などで着用される。

## 概要
女性の昼間の正装とされ、男性のモーニングコートやフロックコートと対をなす。
アフタヌーン（午後）のドレスといっても、現代では午前中の行事から着られる。アフタヌーン（午後）ドレスと呼ばれるのは、19世紀欧米の上流階級の婦人が、午前中に家事（実質的な家事は家事使用人が行うので、その指示）を行い、午後から社交行事のため外出に着たドレスからきた言葉だからである。
ワンピース型の衣服で、スカート丈は踝までの総丈か、それ以上の長さである。装飾性が高いドレスの場合は裾を床に長く引くこともある。夜間に着られるイブニングドレスとは対照的に、七分袖以上の長い袖を持ち、襟ぐりも浅く、肌が露出しないようになっている。
襟元が詰まって立ち襟になったものはローブ・モンタントと呼ばれ（ローブ・デコルテに対する言葉）、現在の日本では皇居での行事（新年一般参賀、講書始の儀、歌会始の儀、皇室慶事（成年式・結婚式）の昼の宴）で見られる。形が似ている襟が詰まり長袖のイブニングドレスとの違いは、招待された側が帽子有りならローブ・モンタント、帽子無しなら長袖のイブニングドレス、同伴の男性がモーニングコートなどの昼用ならローブ・モンタント、タキシードなどの夜用ならイブニングドレスと区別できる。
素材は無地の淡い色で光沢の無いもの、透けないものが用いられ、装飾品も真珠などあまり光沢の無いものを用いる。帽子が着用されることも多い。
第二次世界大戦前の宮中の観桜会・観菊会・行啓・賜謁に着用されたビジティング・ドレスが、丈を時代に即し礼装として格上げされアフタヌーンドレスとして着られ、スーツスタイルもアフタヌーンドレスに格上げされた。
略式ではスカート丈を膝丈程度にしたり、ツーピース型の衣服やレディーススーツが着用されることもある。またイブニングドレスの上にボレロなどの上着をはおって代替とすることもある。